# Сития
Сития (на гръцки: Σητεία) е крайбрежен град и община в ном Ласити в източната част на остров Крит, Гърция.

## История
Селището е основано още в предминойския период. Археологическите разкопки в близкия Петрас например разкриват артефакти от края на неолита (ок. 3000 пр.н.е.), както и по-късен дворец от времето на минойците. Първоначално името на Сития се произнасяло Ития. След западането на минойската цивилизация, градът процъфтява и в елинистичната епоха, при римляните и византийците като важно търговско пристанище. След завладяването на остров Крит от венецианците, те построяват на хълма над града крепостта Казарма. През XVI и XVII в. Сития е разрушавана три пъти - през 1508 г. от земетресение, през 1538 г. при нападение на османския пират Хайредин Барбароса и през 1651 г., когато самите венецианци изтеглят оттук гарнизона си и окончателно напускат града като нарочно нанасят сериозни щети, за да не може да бъде използван от турците. Местните жители също напускат града, преселвайки се на запад към Лиопетро, поради което градът е почти изоставен през следващите две столетия по време на османското господство.
През 1870 г. чак Сития е възстановена при управлението на управителя на областта Хюсеин Авни паша и става столица на санджака Ласити.

## Транспорт
Сития е крайната най-източна точка на Европейски път Е75. Разполага с летище от 1984 г., както и с пристанище, което я свързва с останалите гръцки острови и с източното крайбрежие на Гърция.

## Население
Според преброяването от 2001 г. населението наброява 14 338 жители. В града туризмът не е масов независимо от дългия плаж, с който разполага, и обектите с историческа ценност.